# Paul Lambrichts
Paul Lambrichts (16 de outubro de 1954) é um ex-futebolista belga. Ele competiu pela seleção de seu país no Campeonato Europeu de Futebol de 1984, sediado na França.